# Nemesia kahmanni
Nemesia kahmanni är en spindelart som beskrevs av Kraus 1955. Nemesia kahmanni ingår i släktet Nemesia och familjen Nemesiidae. Inga underarter finns listade i Catalogue of Life.